# Claremont Meadows, New South Wales
Claremont Meadows este o suburbie în Sydney, Australia.